# Skrypica
Skrypitsa (vitryska: Скрыпіца) är ett vattendrag i Belarus.   Det ligger i voblasten Homels voblast, i den centrala delen av landet, 200 km söder om huvudstaden Minsk.